# Ajvar

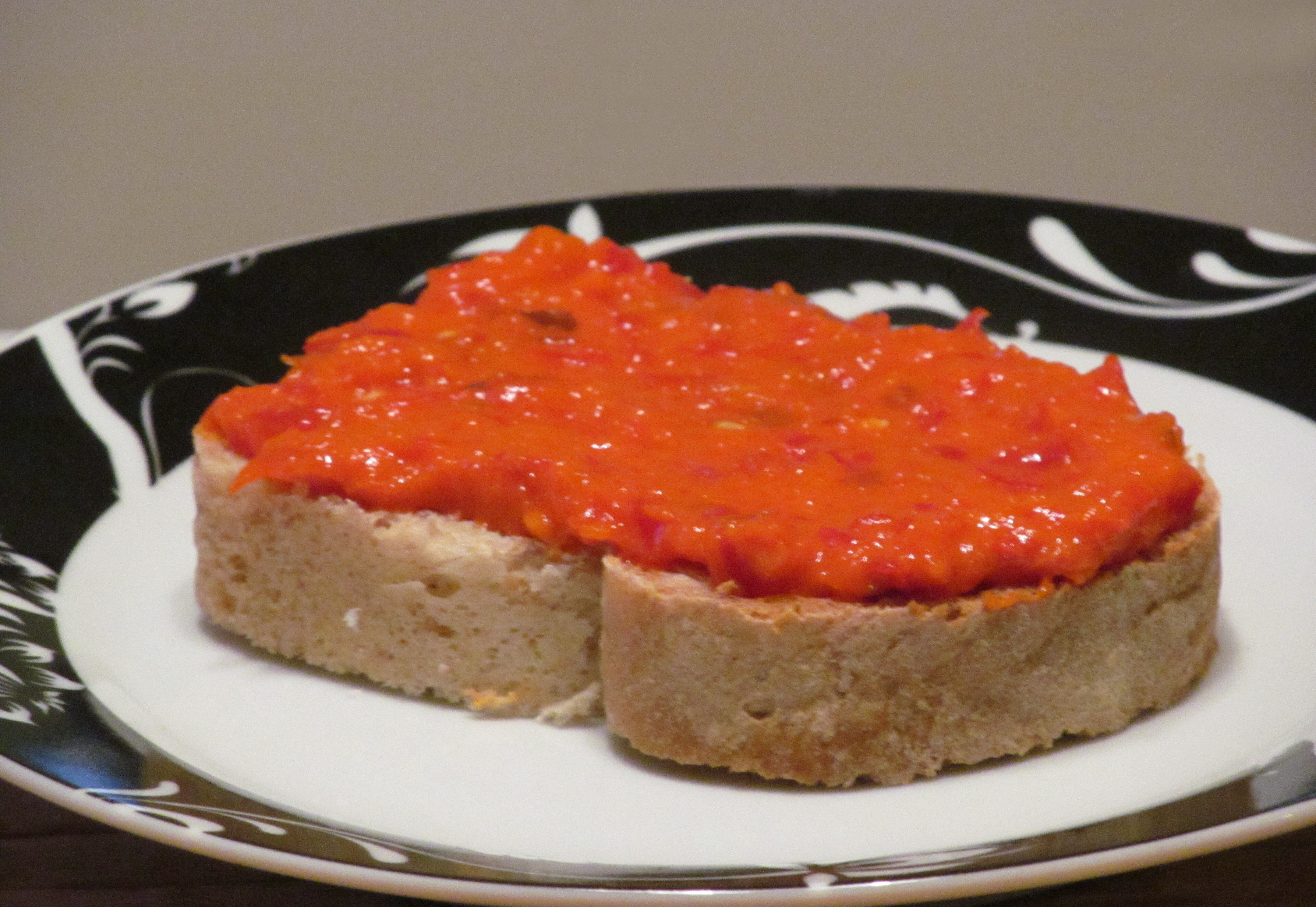
Domácí ajvar na chlebu

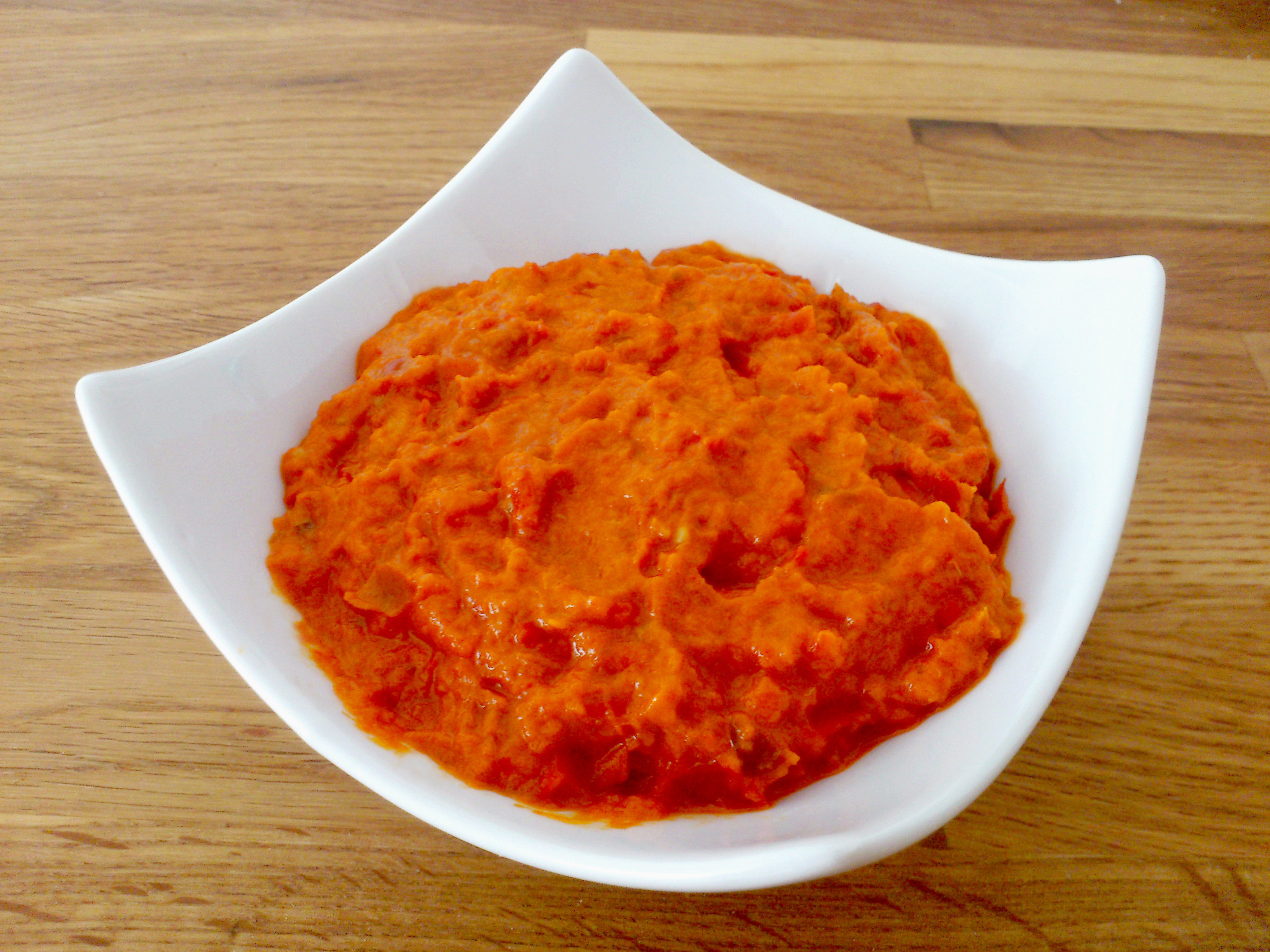
Průmyslově vyráběný ajvar

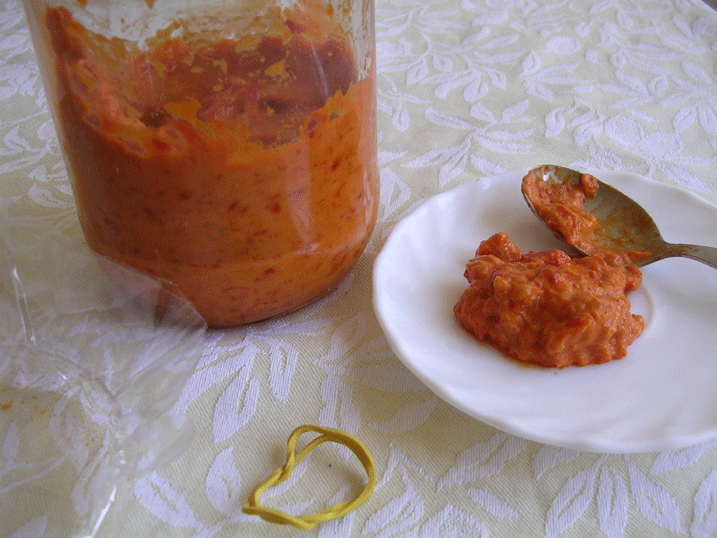
Domácí ajvar

Ajvar (cyrilicí: ajвар, výslovnost ajvar) je čalamáda, připravovaná především z červených paprik s lilkem, česnekem a chilli. Ajvar pochází ze srbské kuchyně, a byl proto dlouho známý jako „srbský salát“ nebo „srbský zeleninový kaviár“. Po druhé světové válce se stal v Jugoslávii populární jako salát (příloha) a dnes je oblíbený na Balkáně. Původní domácí ajvar je vyroben z pečených paprik, někteří výrobci ale používají vařené papriky, což vede k nižší kvalitě. Podle množství kapsaicinu v paprikách a množství přidaných chilli paprik může být sladký, pikantní (nejčastější), nebo velmi pálivý.
Ajvar se může konzumovat jako pomazánka na chleba, příloha, nebo salát.

## Původ a etymologie
Jméno „ajvar“ pochází z tureckého slova „havyar“, což znamená „solené jikry, kaviár“ a má stejnou etymologii se slovem kaviár Slovo bylo nejprve použité v Srbsku pro doma připravovaný kaviár na středním a dolním Podunají, v okresech Smederevo, Đerdap a Kladovo. Domácí „ajvar“, znamenající kaviár, býval velmi populární jídlo v Bělehradských domácnostech a restauracích. Avšak domácí produkce ajvaru/kaviáru soustavně klesala od devadesátých let devatenáctého století a nakonec byl speciální paprikový salát, se smyslem pro ironii a citem pro výrobu a servírování a optické podobnosti mezi oběma jídly, nabízen jako náhražka v bělehradských restauracích pod jménem „červený ajvar“ či „srbský ajvar“ (crveni ajvar, srpski ajvar).

## Příprava

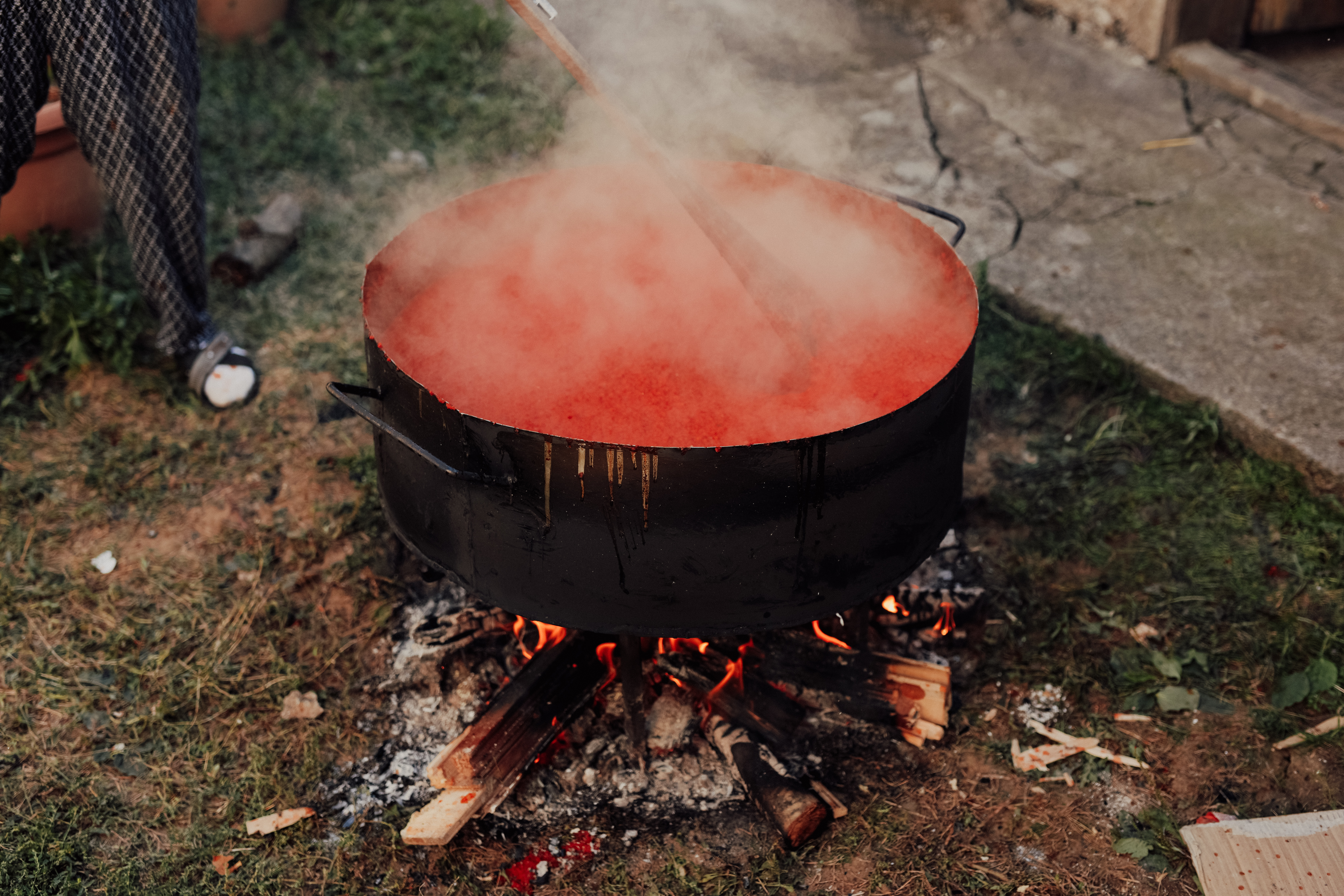
Příprava ajvaru

Připravit ajvar je poněkud obtížné, protože se jedná o velké množství ruční práce, zejména v loupání pečených paprik. Tradičně se připravuje v polovině podzimu, kdy papriky jsou velmi hojné, je uchováván ve skleněných nádobách a spotřebovává se během celého roku (i když ve většině domácností zásoba nevydrží až do jara, kdy se začínají objevovat čerstvé saláty, takže je obvykle oblíbený jako zimní strava). Často se celá rodina nebo sousedé sejdou, aby upekli papriky, oloupali je a vařili. Hlavní kultivar paprik, který se používá, se jmenuje „roga“, tedy „rohy“ – jsou velké, červené, ve tvaru rohu, se silným tělem a poměrně snadno je lze loupat. Tento druh obvykle dozrává koncem září.
Při přípravě ajvaru se papriky a lilek pečou vcelku na plechu na otevřeném ohni, na desce ze dřeva v kamnech, nebo v troubě. Pečené papriky musí být krátce ponechány v uzavřené nádobě, aby vychladly a bylo možné oddělit slupku. Ta se opatrně sloupne a odstraní se semena. Poté se papriky rozemelou v mlýnku nebo se nakrájí na malé kousky (tato varianta je často označována jako pinđur). V závěru se přidá slunečnicový olej a česnek a kaše se dusí několik hodin ve velkých nádobách, aby se snížilo množství vody a zlepšila se následná konzervace. Nakonec se přidává sůl (a někdy také ocet) a horká kaše se nalije přímo do sklenic, které jsou okamžitě uzavřeny.

## Výroba
Nejlepší ajvar se vyrábí doma, protože pouze ruční loupání a odstraňování semen zajišťuje čistou chuť bez mírně nahořklého vlivu slupky papriky. Průmyslová výroba je nízká, hlášená srbská produkce ajvaru je 640 tun za rok.
Ajvar je součástí tzv. „zimnice“ (zimní stravy), kam patří nakládané chilli papriky, nakládaná rajčata a cokoli jiného, co se vejde do nádoby, která se připravuje těsně před zimou.